# Vorderer Drachenkopf
Vorderer Drachenkopf är en bergstopp i Österrike.   Den ligger i distriktet Imst och förbundslandet Tyrolen, i den västra delen av landet, 400 km väster om huvudstaden Wien. Toppen på Vorderer Drachenkopf är 2 302 meter över havet, eller 128 meter över den omgivande terrängen. Bredden vid basen är 0,19 km. Vorderer Drachenkopf ingår i Mieminger Gebirge.
Terrängen runt Vorderer Drachenkopf är huvudsakligen bergig. Närmaste större samhälle är Telfs, 12,1 km sydost om Vorderer Drachenkopf. 
I omgivningarna runt Vorderer Drachenkopf växer i huvudsak barrskog. Runt Vorderer Drachenkopf är det ganska glesbefolkat, med 34 invånare per kvadratkilometer.